# Harry "Hajjak" Johansson
För andra betydelser, se Harry Johansson.
Karl Harry "Hajjak" Johansson, senare med efternamnet Tennefors, född 2 januari 1922 i Bollebygd, död 14 augusti 1999, var en svensk fotbollsspelare (vänsterhalv).
Johansson inledde fotbollskarriären i Stureby SK och gick sedan till AIK, där han mellan 1942 och 1951 gjorde sammanlagt 118 allsvenska matcher (2 mål). År 1947 spelade han en B-landskamp för Sverige.